# کربوکسیل‌زدایی آدامز
کربوکسیل‌زدایی آدامز(به انگلیسی: Adams decarboxylation) گونه‌ای از واکنش شیمیایی از نوع کربوکسیل‌زدایی است که طی آن یک گروه کربوکسیلیک اسید از یک کومارین جدا می‌شود. این واکنش در حضور محلول آبی از مقدار کمی سدیم بی‌سولفیت، مقدار زیادی سدیم هیدروکسید و حرارت انجام پذیر است.